# Guewenheim
Guewenheim é uma comuna francesa na região administrativa de Grande Leste, no departamento Alto Reno. Estende-se por uma área de 8,57 km². Em 2010 a comuna tinha 1 315 habitantes (densidade: 153,4 hab./km²).